# Ogna
Ogna is een plaats in de Noorse gemeente Hå, provincie Rogaland. Ogna telt 360 inwoners (2007) en heeft een oppervlakte van 0,34 km².